# Зенченков Олег Петрович
Олег Петрович Зенченков (нар. 5 січня 1975, Харків, УРСР) — російський та український футболіст, нападник та півзахисник. Виступав у перших дивізіонах чемпіонатів Білорусі, Казахстану та Узбекистану.

## Життєпис
Вихованець харківської ДЮСШ № 13. На дорослому рівні дебютував у весняному сезоні 1992 року в першій лізі Білорусі в складі могильовського «Сільмашу», зігравши один матч. В осінній частині сезону 1992/93 років став автором 11 голів у 15 матчах першої ліги. Навесні 1993 року виступав у першій лізі Росії за АПК (Азов), потім повернувся в свій колишній клуб, перейменований у «Трансмаш».
По ходу сезону 1993/94 оків перейшов у найсильніший клуб Могильова — «Торпедо», яке виступало у вищій лізі Білорусі. Першим голом у вищій лізі відзначився 25 квітня 1994 року в воротах мінського «Динамо-93» (2:2). Всього в чемпіонаті Білорусії в сезоні 1993/94 років та на початку сезону 1994/95 років зіграв 24 матчі і відзначився трьома голами.
Восени 1994 року грав у третій лізі Росії за московський ЦСКА-2. У 1995 році перейшов в іжевський «Газовик-Газпром», провів у команді три сезони в другому та першому дивізіонах, зіграв 74 матчі і відзначився 13 голами. У 1995 році зі своїм клубом став переможцем зонального турніру другого дивізіону. Потім грав за клуби другої ліги України — «Металург» (Новомосковськ) й «Арсенал» (Харків), а також у російському першому дивізіоні за «Металург» (Липецьк).
По ходу сезону 2000 року перейшов у «Пахтакор». Першими голами в чемпіонаті Узбекистану відзначився 27 вересня 2000 року, зробивши «дубль» у воротах «Согдіани» (6:1). Всього за сезон зіграв 15 матчів і забив 3 м'ячі, а «Пахтакор» виступив невдало для себе, зайнявши лише сьоме місце.
На початку 2001 року перейшов у казахстанський «Женіс». Перший матч у чемпіонаті Казахстану зіграв 28 квітня 2001 проти «Достика», замінивши на 55-й хвилині Василя Сепашвілі, а своїм єдиним голом відзначився 22 липня 2001 року у воротах «Жетису». Володар Кубку Казахстану 2000/01 років, грав у фінальному матчі проти «Іртиша». За підсумками сезону «Женіс» став чемпіоном Казахстану, проте футболіст не дограв сезон, перейшовши в серпні в карагандинський «Шахтар». Також Зенченков грав у Казахстані в 2004 році за аутсайдера вищої ліги «Акжайик». В цілому зіграв в чемпіонаті Казахстану 35 матчів і відзначився 1 голом.
В останні роки кар'єри окрім Казахстану грав за російський «Локомотив» (Чита) в першому дивізіоні та за українські аматорські команди. У 30-річному віці завершив кар'єру, потім грав у Харкові за аматорські та ветеранські команди.

## Титули і досягнення
- Володар Кубка Казахстану: 2000-01